# Boszporusz előtt vívott tengeri csata
A Boszporusz előtt vívott csata egy tengeri összecsapás volt a Goeben (Yavuz Sultan Selim) csatacirkáló és egy orosz csatahajóraj között az első világháború alatt, 1915. május 10-én. Az orosz kötelék a Boszporusz erődítményeinek lövetésének szándékával érkezett a tengerszoroshoz, ahol összetalálkoztak az eléjük kifutó csatacirkálóval. A rövid, mindössze 12 perces tűzharc után a két, csekély károkat okozó találatot követően a csatacirkáló kivált a túlerővel szemben folytatott harcból, de fellépésével megakadályozta az erődök ellen tervezett orosz támadás kivitelezését.

## Előzmények
1915. május 9-én egy orosz hajóraj támadást intézett a török kereskedelmi hajózás ellen Kozlu és Eregli között, ami során elsüllyesztettek négy gőzhajót és több vitorláshajót. A Goeben (Yavuz Sultan Selim) csatacirkáló Richard Ackermann sorhajókapitány parancsnoksága alatt azonnal kihajózott az oroszok elfogására. Május 10-én kora reggel az orosz rajból kivált egy kötelék azzal a feladattal, hogy lője a Boszporusz erődítményeit. A támadó kötelék a Tri Szvjatyitelja és a Pantyelejmon régi (pre-dreadnought) csatahajókból, az Almaz és az Imperator Alekszandr I repülőgép-anyahajókból valamint a kísérő rombolókból és aknakeresőkből állt.
A Boszporusz bejáratánál őrhajóként szolgálatot teljesítő török Numune-i Hamiyet torpedónaszád észlelve a közeledő ellenséget rádión riadóztatta a Goebent. Ackermann sorhajókapitány azonnal az ellenség jelzett pozíciója felé vette az irányt 26 csomós sebességgel. Eközben a torpedónaszád támadás alá igyekezett venni az orosz aknaszedőket, azonban a csatahajók erős tüzében meghátrálni kényszerült. A Pamjaty Merkurija védett cirkáló észlelte elsőként a közeledő Goebent és jelentette a felbukkanását a flottának, így az erődök lövetésére kijelölt két csatahajó még idejében meg tudta szakítani a támadást és visszavonulhatott, mielőtt észlelték volna őket.
Ebergard (Eberhardt) tengernagy a flottájának többi részével a Boszporusztól 25 tengeri mérföld (kb. 45 km) távolságra cirkált 5 csomós sebességgel. E biztosító erőkhöz tartoztak a Jevsztafij (zászlóshajó), Ioan Zlatouszt és Rosztyiszlav csatahajók, melyek újabb építésűek voltak a két támadó társuknál. Ackermann nem tudott Ebergard főerőinek jelenlétéről és belefutott ebbe a rajba.

## A csata

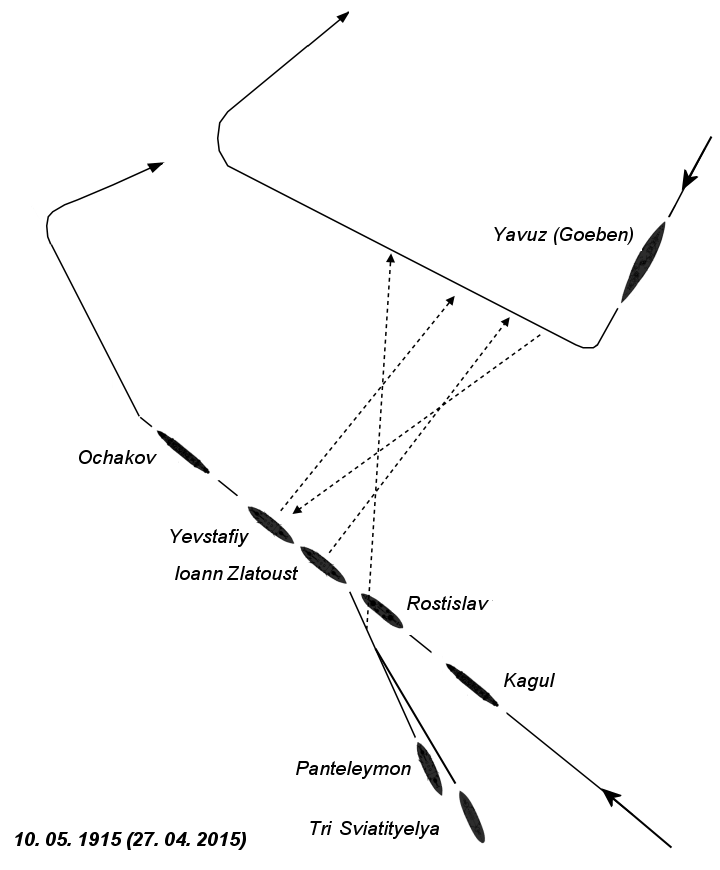
A csata vázlata

07:53-kor Ebergard főerői észlelték a velük párhuzamosan haladó Goebent. Ackermann úgy hitte, hogy a bombázást végrehajtó kötelékkel találkozott, bár furcsállotta, hogy három csatahajó tartozott hozzá és nem a jelentett kettő. Hamarosan kiderült számára a tévedése, mikor a Tri Szvjatyitelja és a Pantyelejmon csatlakoztak a csatasorhoz. A Goeben 160 darab 28 cm-es lövedéket lőtt ki a kialakuló küzdelemben, de nem ért el találatot. A Jevsztafij mellett becsapódó egyik lövedék által keltett vízoszlop aláhullva eláztatta Ebergard tengernagyot és törzsének tagjait a hídon. Az orosz csatahajók két nehézgránát-találatot is jegyezhettek: az egyik a Goeben hajóorrát találta el, a másik pedig a páncélövét. A többszörös túlerőben lévő és nagyobb kaliberű ágyúkkal rendelkező ellenséggel Ackermann sorhajókapitány jobbnak látta kerülni a harcot és 08:12-kor parancsot adott az elszakadásra. Az északi irányba kitérő csatacirkálót egy ideig még követték az oroszok, mígnem az eltávolodva visszafordult, és visszatért a török vizekre.

## A csata után
Habár Ackermann sorhajókapitányt visszavonulásra kényszerítették, a hajója csak minimális károkat szenvedett és a fellépésével az oroszokat a Boszporusz tervezett bombázásának feladására késztette. Az összecsapás az oroszokat még nagyobb óvatosságra késztette a pre-dreadnought csatahajórajuk erőinek megosztásának tekintetében.

## Fordítás
- Ez a szócikk részben vagy egészben  az   Action of 10 May 1915 című angol Wikipédia-szócikk ezen változatának fordításán alapul.  Az eredeti cikk szerkesztőit annak laptörténete sorolja fel. Ez a jelzés csupán a megfogalmazás eredetét és a szerzői jogokat jelzi, nem szolgál a cikkben szereplő információk forrásmegjelöléseként.